# Dariusz Tworzydło
Dariusz Tworzydło (ur. 28 stycznia 1974 w Brzozowie) – profesor nauk społecznych w dyscyplinie nauki o komunikacji społecznej i mediach, doktor habilitowany nauk społecznych w dyscyplinie nauki o mediach, profesor Uniwersytetu Warszawskiego w latach 2019–2024, profesor Wyższej Szkoły Informatyki i Zarządzania w latach 2003–2006, ekspert z zakresu ekonomii, badań społecznych i public relations. 

## Życiorys
Jest absolwentem Uniwersytetu Marii Curie-Skłodowskiej w Lublinie (1997), a także studiów podyplomowych realizowanych w Akademii Ekonomicznej w Krakowie, WSB – National Louis University, Politechnice Rzeszowskiej, Wyższej Szkole Informatyki i Zarządzania z siedzibą w Rzeszowie oraz kursów London School of Public Relations.

## Kariera naukowa
W latach 1997–2010 był pracownikiem w Wyższej Szkole Informatyki i Zarządzania w Rzeszowie. W latach 2010–2014 był pracownikiem naukowo-dydaktycznym Uniwersytetu Wrocławskiego. W latach 2015–2016 pracował w Instytucie Nauk Politycznych w Państwowej Wyższej Szkole Zawodowej im. Rotmistrza Witolda Pileckiego w Oświęcimiu. W 2016 został pracownikiem Katedry Komunikacji Społecznej i Public Relations na Wydziale Dziennikarstwa, Informacji i Bibliologii Uniwersytetu Warszawskiego (od roku 2017 jest jej kierownikiem). W latach 2017–2024 pełnił funkcję pełnomocnika Dziekana ds. Promocji Wydziału Dziennikarstwa Informacji i Bibliologii UW.
W latach 2006–2022 sprawował różne funkcje w organizacjach public relations:
- 2006–2009 był przewodniczącym oddziału podkarpackiego Polskiego Stowarzyszenia Public Relations[6].
- 2006–2009 był członkiem rady nadzorczej Polskiego Stowarzyszenia Public Relations[7].
- 2008–2012 był członkiem Rady Etyki Public Relations[8].
- 2009–2011 był prezesem zarządu Polskiego Stowarzyszenia Public Relations[6].
- 2011–2020 był prezesem zarządu Instytutu Rozwoju Społeczeństwa Informacyjnego[9].
- 2020–2022 sprawował funkcję prezesa zarządu Stowarzyszenia Agencji Public Relations[10].

Od 2001 roku jest organizatorem Kongresu Public Relations – najstarszej konferencji branży public relations w Polsce. Jest członkiem International Communication Association (ICA) z siedzibą w Waszyngtonie. Jest członkiem zespołów redakcyjnych oraz recenzentem polskich i zagranicznych czasopism naukowych. 14 lutego 2023 roku został powołany do Akademii Kopernikańskiej.

## Nagrody, odznaczenia i wyróżnienia
Jest laureatem nagrody im. Andrzeja Stolarczyka (2021) przyznawanej przez Stowarzyszenie Agencji Public Relations za szczególny wkład w budowę branży public relations. W 2010 został laureatem nagrody branży public relations „PRotony” w kategorii Edukacja, w 2008 zaś nominowany do nagrody „Łby PR 2008” przyznawanej osobom o największym dorobku praktycznym w dziedzinie PR. Jest laureatem nagrody „Łby PR” przyznawanej przez Polskie Stowarzyszenie Public Relations w roku 2020. Odznaczony Brązowym i Srebrnym Krzyżem Zasługi za działalność naukową, społeczną i charytatywną. Nagradzany za działalność naukową przez Rektora Uniwersytetu Warszawskiego, Rektora Wyższej Szkoły Informatyki i Zarządzania w Rzeszowie, Rektora Uniwersytetu Ekonomicznego w Poznaniu.

## Wybrane badania naukowe
Prowadzi szereg badań z zakresu zarządzania kryzysowego, rynku public relations, w tym sektora agencji public relations, roli mediów w procesie komunikowania, cyberbezpieczeństwa i dezinformacji. Wyniki jego badań publikowane są na świecie, między innymi w: Malaysian Journal of Communication, Cogent Arts and Humanities, International Journal of Work Organisation and Emotion, Religions, Corporate Social Responsibility and Environmental Management.
Realizuje cykliczne projekty badawcze opisujące branżę public relations w Polsce, w tym cykl badań: „Analiza kondycji branży public relations”. Projekt przeprowadzony był w latach 2017, 2019, 2021. Jego celem jest ocena zmian zachodzących w branży public relations na bazie autorskich wskaźników, a także charakterystyka profilu polskich specjalistów public relations.
W roku 2024 współtworzył również badania naukowe poświęcone problematyce prezentacji tematów związanych z Zespołem Downa w mediach. Efekty tych badań, realizowanych na bazie grantu naukowego „Potrzeby informacyjne rodziców i opiekunów dzieci z Zespołem Downa” przeprowadzonego na Uniwersytecie Warszawskim zostały opisane w monografii naukowej. 

## Wybrane prace naukowe krajowe i zagraniczne
- 2005 – Public relations. Studium przypadków (WSIiZ 2005), autor
- 2005 – Akademia samorządowego wizerunku (INFOR 2005)[26], redaktor
- 2006 – Public relations. Znaczenie społeczne i kierunki rozwoju (PWN 2006), redaktor i autor rozdziału
- 2008 – Macierz celów wizerunkowych w procesie oceny efektów public relations (WSIiZ 2008)[27], autor
- 2009 – Leksykon Public Relations (Newsline 2009)[28], redaktor i autor haseł
- 2009 – Badania i pomiar efektów w public relations (Newsline 2009)[29], redaktor i autor rozdziału
- 2017 – Public relations praktycznie (Newsline 2017)[30], autor
- 2019 – Zarządzanie w kryzysie wizerunkowym. Metody, procedury, reagowanie (Difin 2019)[31], autor
- 2020 – Dariusz Tworzydło, Sławomir Gawroński, Przemysław Szuba, Importance and role of CSR and stakeholder engagement strategy in polish companies in the context of activities of experts handling public relations, „Corporate Social Responsibility and Environmental Management”, 28 (1), 2021, s. 64–70, DOI: 10.1002/csr.2032 [dostęp 2023-04-17] (ang.).
- 2020 – Catholic Church in Poland in the face of paedophilia. Analysis of image actions, European Journal of Science and Theology, ISSN 1842-8517[32], współautor
- 2021 – Zarządzanie kryzysem wizerunkowym z perspektywy agencji public relations: analizy, tendencje i uwarunkowania (współautor), (Oficyna Wydawnicza Politechniki Rzeszowskiej)[33], współautor
- 2022 – Dariusz Tworzydło, Sławomir Gawroński, Przemysław Szuba, Paweł Kuca, Satisfaction level of public relations practitioners with their profession in the context of the challenges of the PR industry in Poland, „International Journal of Work Organisation and Emotion”, 13 (1), 2022, s. 37, DOI: 10.1504/IJWOE.2022.121975 [dostęp 2023-04-17] (ang.).
- 2022 – Changes in the Approach of Polish Journalists’ Use of Social Media Caused by the Covid-19 Pandemic, Malaysian Journal of Communication[34], współautor
- 2022 – Komunikowanie organizacji w kryzysie. Metody i modele ograniczania ryzyka (PWN 2022)[35], autor
- 2023 – Public relations. Praktyka komunikowania 3.0 (PWN 2023)[36], autor
- 2024 – Zespół Downa. Perspektywa medialna, (Newsline 2024)[37], współautor

## Patenty i rozwiązania technologiczne
- macierz celów wizerunkowych[38]
- barometr komunikacji[39]